# F-4EJ改福江島沖墜落事故
F-4EJ改福江島沖墜落事故（F-4EJかい ふくえじまおきついらくじこ）は、1999年（平成11年）8月15日に発生した航空機墜落事故。なお、事故発生時、8月14日に発生した玄倉川水難事故が大きな話題となっており、全国版新聞紙面における当事故の扱いは小さい。
当事故を皮切りに、翌年7月まで航空機の墜落による死亡事故が5件連続発生したことを契機に「航空自衛隊安全の日」が制定された。

## 概要
- 発生地点 - 長崎県福江市（当時）、福江島西約80km[1]
- 発生時刻 - 1999年（平成11年）8月15日午前5時15分頃[1]

第5航空団第301飛行隊のF-4EJ改戦闘機が、自衛隊法第84条に基づく対領空侵犯措置任務の途上、墜落し、2名が殉職した。
当初被雷によるものと考えられていたが、その後の調査により、高高度飛行によるエンジン停止が原因と判明した。

## 経緯

### 事故発生
新田原基地、第5航空団第301飛行隊のF-4EJ改戦闘機2機は、東シナ海上を飛行する彼我不明機に対する対領空侵犯措置のため、8月15日午前4時40分頃、緊急発進（スクランブル）した。事故機には、A一等空尉（31歳）とB二等空尉（27歳）が搭乗していた。A一等空尉は飛行時間が2,000時間を超える中堅パイロットであった。
午前5時10分頃、スクランブル対象機をレーダーで捕捉した直後に通信が途絶え、墜落した。なお対象機は、その後変針し、領空侵犯には至っていない。

### 遺体と機体の回収
行方不明から約三ヶ月後となった11月17日には、行方不明地点の海底から行方不明機の主翼の一部が回収されている。さらに、機体の一部回収から半月ほどが経った12月3日・同10日の機体回収作業中に遺骨の一部を発見した。この遺骨は後のDNA型鑑定でA一等空尉のものと判明した。

### 原因解明へ
当日は、悪天候により落雷が確認されていたため、事故発生直後には被雷による墜落と考えられた。しかしその後の調査で、気流が乱れた高高度の空域を航行していたことにより空気の供給が不十分になり、エンジンが停止、墜落に至ったとの見解が示された。